# Santuario de Chimayo
O Santuario de Chimayo é uma igreja em Chimayo ou Chimayó, Novo México, Estados Unidos. Este santuário é famoso pela história de sua fundação e peregrinação.

## Peregrinações
A construção da igreja  foi concluída entre 1814 e 1816.
Numa carta de 16 de novembro de 1813, Fr. Sebastian escreveu o Episcopal de Durango para discutir as pessoas vindas de longe para buscar cura para os seus padecimentos e da propagação da fama do termalismo. Diz-se que a sujeira do piso da capela, o lugar que, uma vez encontrado o milagroso crucifixo, tinha poderes cicatrizantes agraciado  por Deus.
Hoje cerca de 300 000 pessoas de todo o mundo  fazem peregrinações ao Santuário de Chimayo por ano . Vêm ao culto e executar vários ritos religiosos.